# Гоулд, Александр
Александр Джером Гоулд (англ. Alexander Gould; родился 4 мая 1994, Лос-Анджелес) — американский актёр, наиболее известный по роли Шейна Ботвина в сериале «Дурман» и озвучиванию заглавного героя мультфильма «В поисках Немо».

## Биография
Александр Гоулд родился в Лос-Анджелесе в семье Тома Гоулда и Валери Зиссер. Он начал сниматься в возрасте двух лет. Гоулд родился в еврейской семье и принимал активное участие в деятельности консервативной еврейской молодёжной группы United Synagogue Youth.
С 1996 по 2016 год Гоулд сыграл более 30 ролей на телевидении, в кино и озвучивании. Самая известная роль — в мультфильмах «В поисках Немо» и «Изучение рифов», где он дал свой голос главному герою — Немо. В 2006 году Гоулд озвучил Бэмби в сиквеле диснеевского мультфильма «Бэмби 2». Кроме этого, он снимался в ряде американских фильмов и телесериалов: «Как есть жареных червяков», «Элли Макбил», «Сверхъестественное», «Малкольм в центре внимания», «Дурман».
Гоулд женился на Либе Холл в июне 2018 года. Они живут в Лос-Анджелесе.